# 平森土丘
平森土丘（英語：Pinson Mounds）是伍德兰期中期（公元1到500年）美国东南部最大的遗址，位于田纳西州，由至少17座人工土丘以及其他的文化遗迹组成。